# Skol (pivo)
Skol je poznato pivo u Brazilu,  potpisni proizvod danske pivovare Carlsberg  i AmBev-a (American Beverage Company). Sadrži oko 4,7% alkohola po masi, distribucija je većinom u Brazilu jer u Europi se ta piva nije probila na tržištu.

## Povijest
Osnovana 1964. u Europi. Prvi puta prodana u Brazilu 1967. godine. Danas pripada Anheuser–Busch InBev koncernu.

## Varijante
Skol postoji u sljedećim varijacijama:
- Skol Litrão:  Sadrži oko 4,7% alkohola po masi; piva od jedne litre
- Skol Lemon

## Vanjske poveznice
- Službena stranica